# Garoth
Garoth is een nagar panchayat (plaats) in het district Mandsaur van de Indiase staat Madhya Pradesh. 

## Demografie
Volgens de Indiase volkstelling van 2001 wonen er 14.568 mensen in Garoth, waarvan 51% mannelijk en 49% vrouwelijk is. De plaats heeft een alfabetiseringsgraad van 63%. 